# Armand Phung
Armand Phung (né en 1976 à Toulouse) est un pongiste français évoluant au club de SS La Romagne en Championnat de France Pro A de tennis de table. Classé no 35 en 2009/2010 au classement national français (qui tient compte des joueurs étrangers évoluant en France) et no 177 mondial, il est l'un des représentants français sur le circuit ITTF. 
Meilleur classement national français : n° 16 en 2005/2006. 
Il remporte les Internationaux de Finlande associé à Éric Varin en 1998.
Champion de France de double avec Sébastien Jover en 2006 et à trois reprises en double mixte: deux fois avec Anne-Claire Palut et une fois avec Estelle Legay; il conforte cette caractéristique de joueur de double en remportant l'Open du Maroc ITTF avec son compatriote Loic Bobillier.
Il est vice-champion de France de double en 2010 lors des championnats de France se déroulant à Nîmes. 
Sur la saison 2009/2010, Armand Phung a remporté 13 des 20 matchs qu'il a disputés en Championnat de France Pro A de tennis de table, ce qui fait de lui l'un des meilleurs joueurs de la division.